# Freeplane
Freeplane（フリープレーン）は、Freemind を基に改善された、マインドマッピングを作成するフリーソフト。

## 概要
Freemind の開発者の一人が、これを基に改善したソフトウェアである。ライセンスは GPL。Java で動作するソフトウェアのため、Java がインストールされていればオペレーティングシステムの種類を問わない。USBメモリからも使用可能。